# Brebeni, Constanța
Brebeni este un sat în comuna Ion Corvin din județul Constanța, Dobrogea, România. În trecut s-a numit Ciucurchioi (în turcă Çukurköy). La recensământul din 2002 avea o populație de 22 locuitori.